# Lorenzo Sabatini

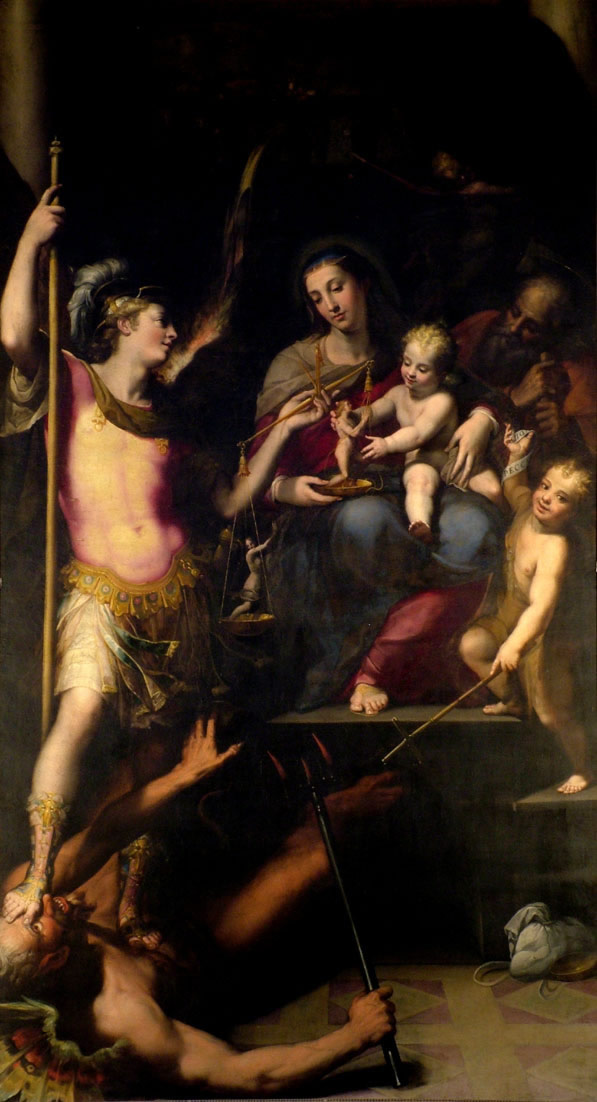
Die Heilige Familie mit dem Heiligen Johannes dem Täufer; San Giacomo Maggiore, Bologna

Lorenzo Sabatini (* 1530 in Bologna; † 1576 in Rom) war ein italienischer Maler des Manierismus und war hauptsächlich in Florenz, Bologna und im Vatikan tätig. Er ist auch unter dem Namen Lorenzino da Bologna bekannt.
Er studierte bei Prospero Fontana, sein Stil wurde jedoch auch von Giorgio Vasari und Parmigianino beeinflusst.
Ab 1573 arbeitete er in Rom, z. B. im Vatikan in der Cappella Paolina und der Sala Regia.
Einer seiner Schüler ist der flämische Maler Denys Calvaert.